# Даньё
Даньё (фр. Dagneux) — коммуна во Франции, находится в регионе Рона — Альпы. Департамент — Эн. Входит в состав кантона Монлюэль. Округ коммуны — Бурк-ан-Брес.
Код INSEE коммуны — 01142.

## География
Коммуна расположена приблизительно в 400 км к юго-востоку от Парижа, в 21 км северо-восточнее Лиона, в 45 км к югу от Бурк-ан-Бреса.

## Климат
Климат полуконтинентальный с холодной зимой и тёплым летом. Дожди бывают нечасто, в основном летом.

## Население
Население коммуны на 2010 год составляло 4099 человек.
| 1962 | 1968 | 1975 | 1982 | 1990 | 1999 | 2010 |
| ---- | ---- | ---- | ---- | ---- | ---- | ---- |
| 1150 | 1372 | 1817 | 2091 | 3317 | 3760 | 4099 |

## Администрация
| Период | Период | Фамилия         | Партия                                     | Примечания        |
| ------ | ------ | --------------- | ------------------------------------------ | ----------------- |
| 1945   | 1965   | Жан-Клод Раккюр | Французская секция Рабочего интернационала |                   |
| 1965   | 1971   | Андре Кош       | левоцентрист                               | плотник           |
| 1971   | 1995   | Робер Гийо      |                                            | директор компании |
| 1995   | 2008   | Жильбер Гайяр   |                                            | инженер           |
| 2008   | 2020   | Бернар Симплекс | Разные правые                              | предприниматель   |

## Экономика
В 2010 году среди 2707 человек трудоспособного возраста (15—64 лет) 2076 были экономически активными, 631 — неактивными (показатель активности — 76,7 %, в 1999 году было 72,4 %). Из 2076 активных жителей работали 1884 человека (988 мужчин и 896 женщин), безработных было 192 (90 мужчин и 102 женщины). Среди 631 неактивных 227 человек были учениками или студентами, 236 — пенсионерами, 168 были неактивными по другим причинам.

## Фотогалерея

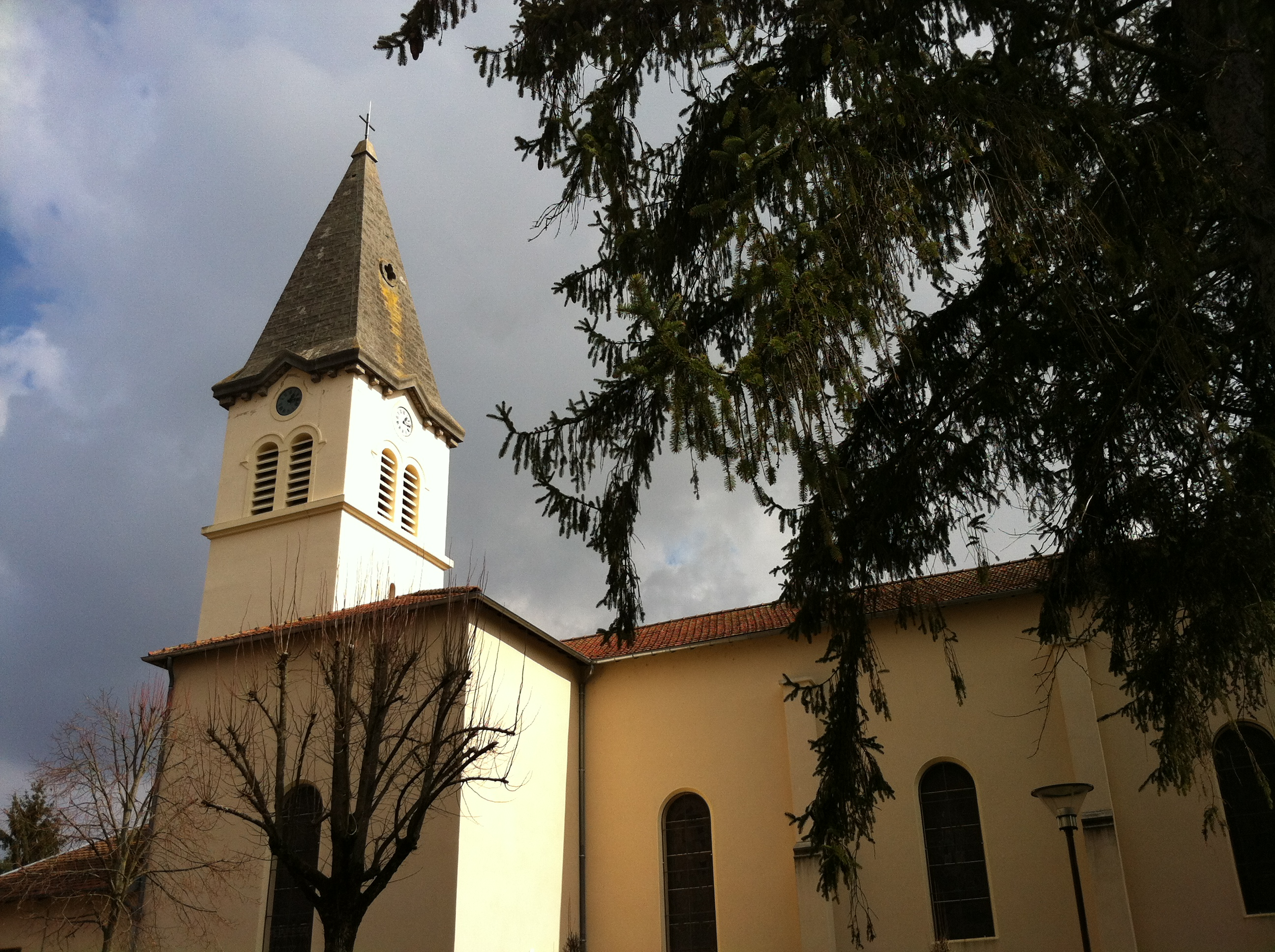
Церковь Сен-Низье
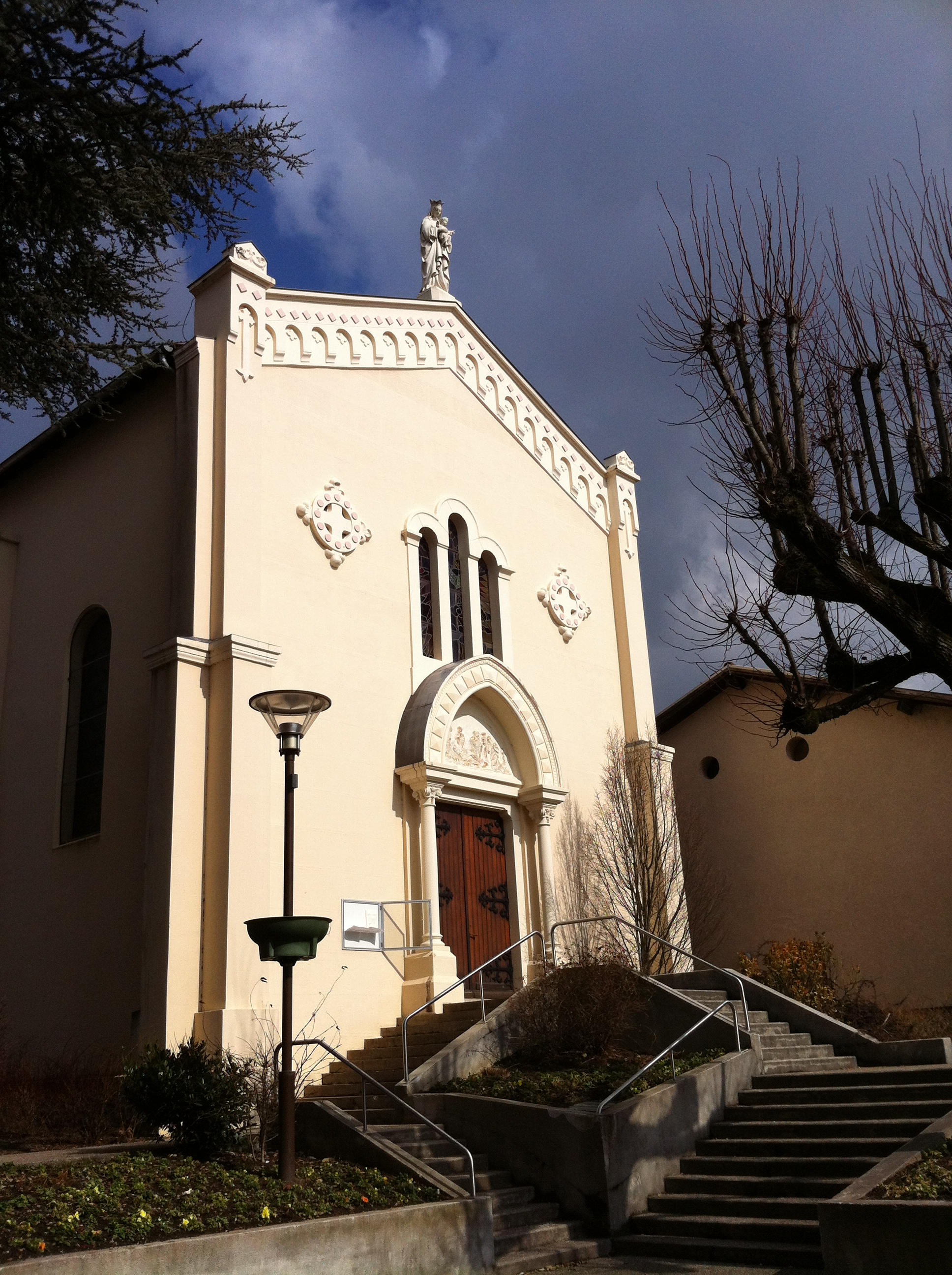
Церковь Сен-Низье
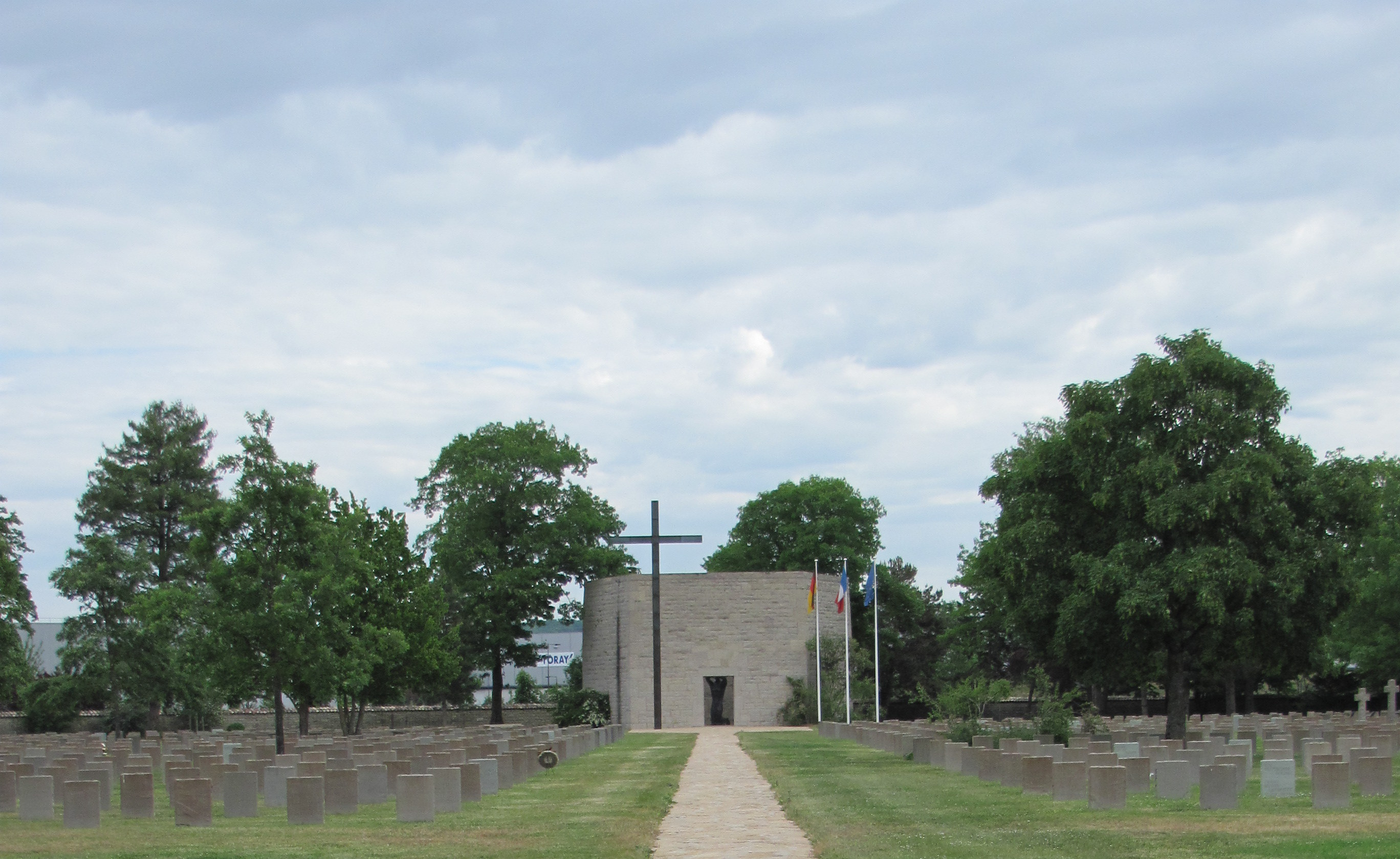
Военное кладбище
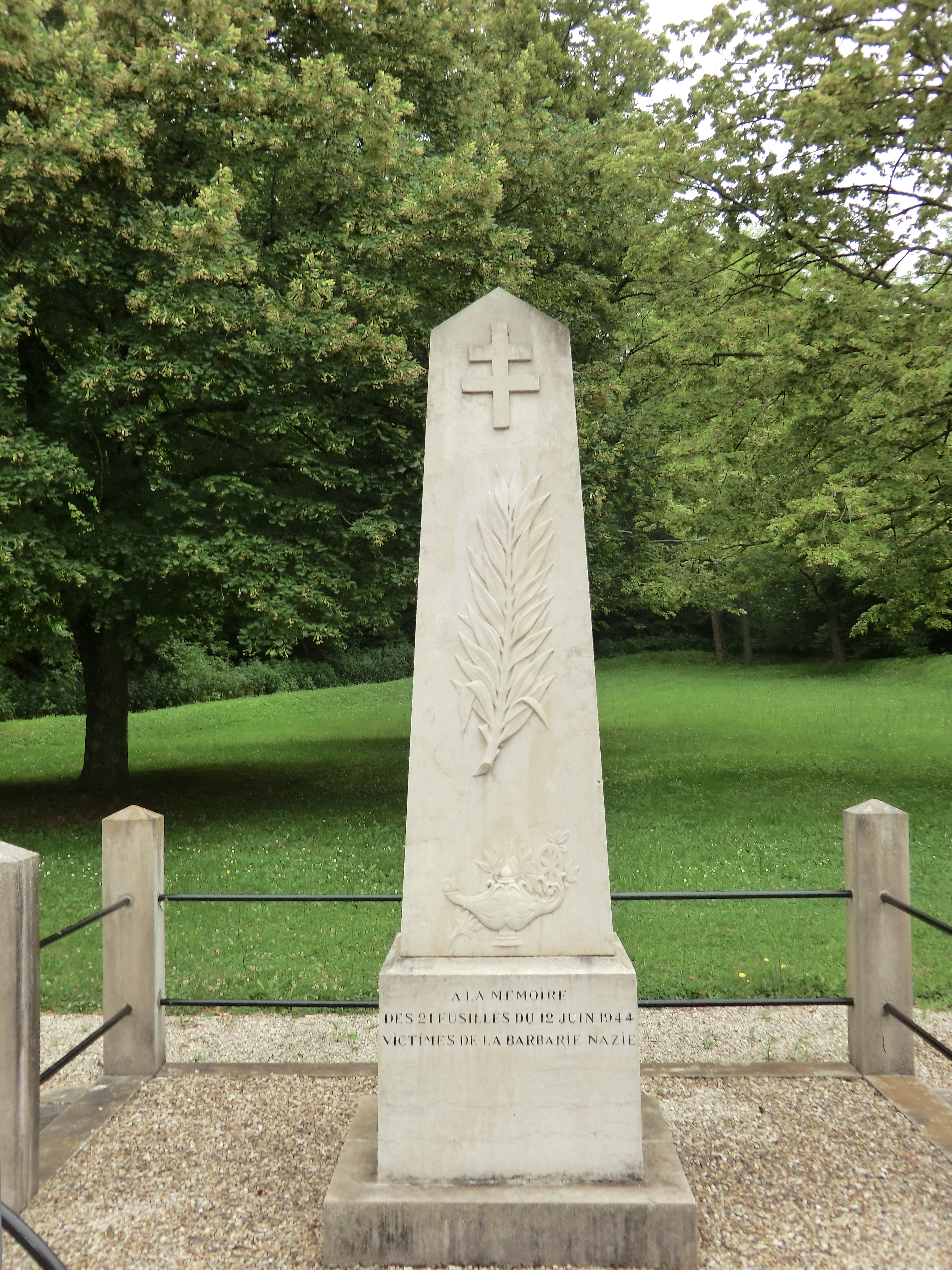
Военный мемориал
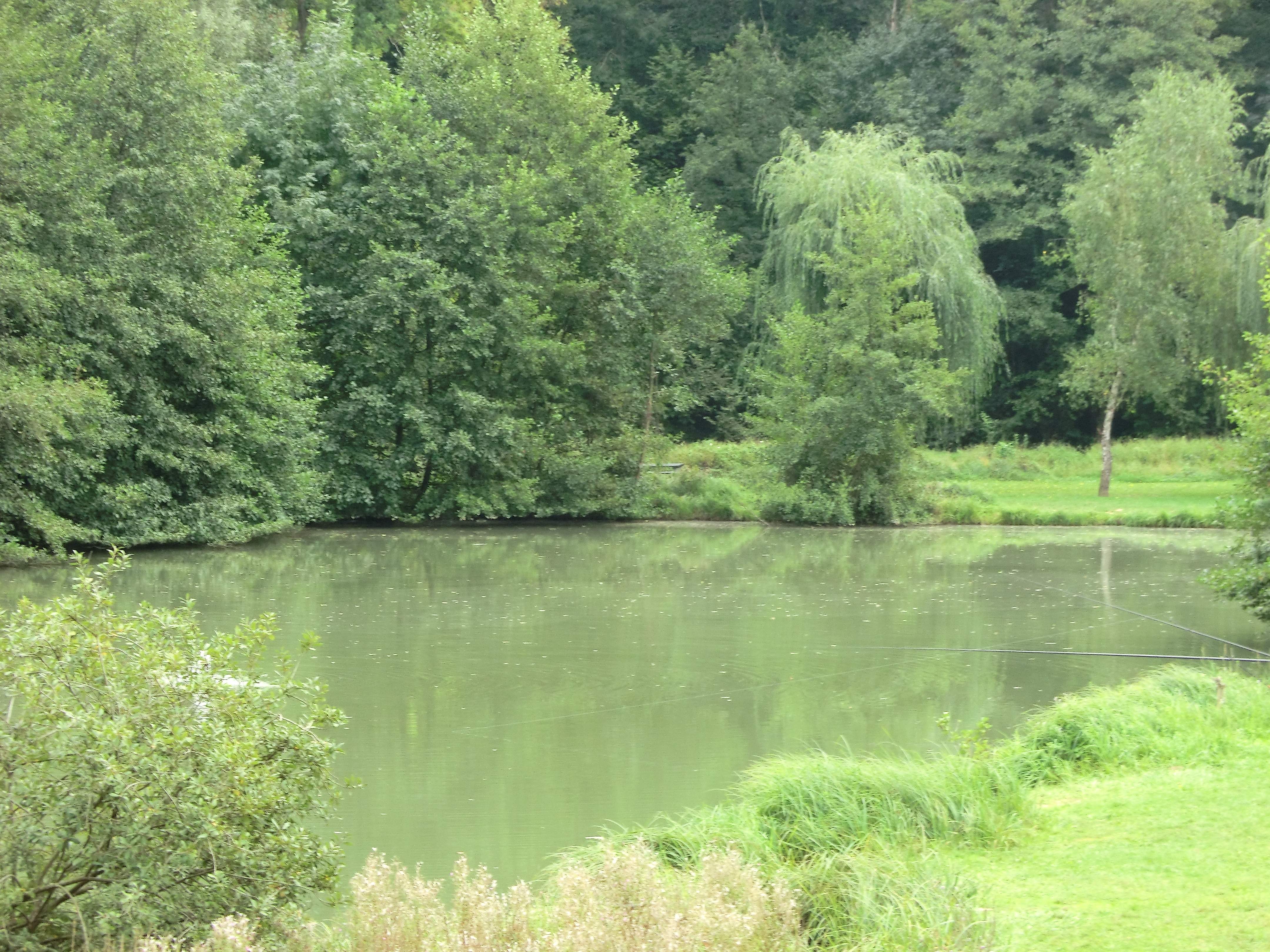
Озеро Нетон